# Holzthum
Holzthum (luxembourgeois : Holztem) est une section de la commune luxembourgeoise du Parc Hosingen située dans le canton de Clervaux.

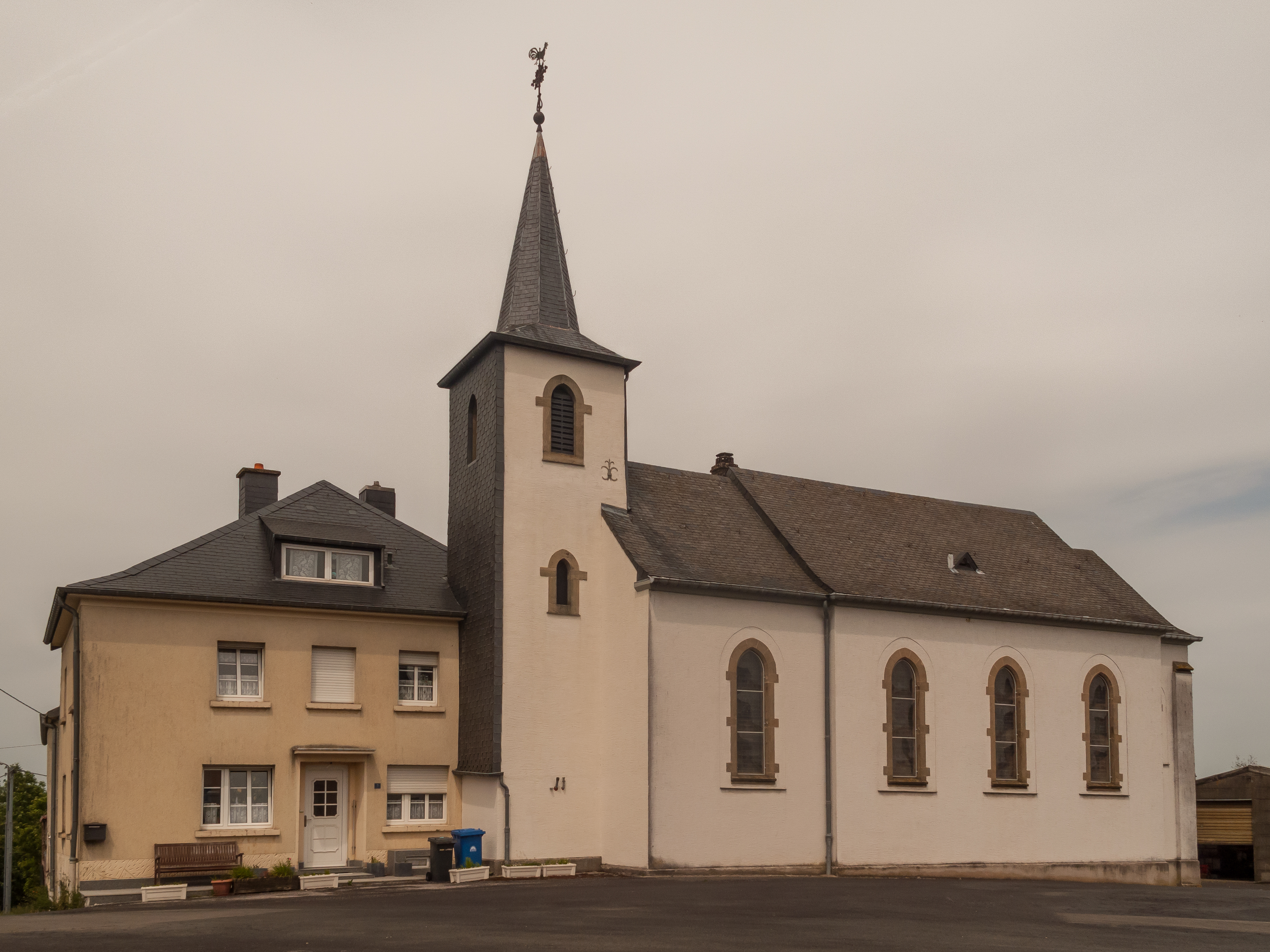
Holzthum, l'église Saint-Servais

## Histoire
Avant le 1er janvier 2012, Holzthum faisait partie de la commune de Consthum qui fut dissoute lors de la création de la commune du Parc Hosingen.